# شوك النار الأعزل
شوك النار الأعزل (الاسم العلمي:Pyracantha inermis) هو نوع من النباتات يتبع جنس شوك النار من الفصيلة الوردية.